# Istra (rzeka)
Istra (ros. Истра)  – rzeka w europejskiej części Rosji, w obwodzie moskiewskim, lewy dopływ rzeki Moskwy.
Źródła rzeki są na wyżynie Moskiewskiej w pobliżu wsi Koskowo. Uchodzi do rzeki Moskwa koło wsi Znamenskoje, znajdującej się na drugim brzegu rzeki. 
Na rzece znajduje się zbiornik retencyjny i elektrownia wodna im. Kujbyszewa, zbudowany w 1936 roku. Obok zbudowano osiedla, które jest ośrodkiem wypoczynkowym dla mieszkańców Moskwy. Nad zbiornikiem znajdują się liczne ośrodki turystyczne i wypoczynkowe. Nad rzeką znajduje się miasto Istra.